# Daiyue
Daiyue léase Dái-Yué  (en chino:岱岳区,pinyin: Dàiyuè qū) es un distrito urbano bajo la administración directa de la ciudad-prefectura de Tai'an. Se ubica al oeste de la provincia de Shandong, al este de la República Popular China. Su área es de 1750 km² y su población total para 2010 fue de más de 900 mil habitantes. 

## Administración
El distrito de Daiyue se divide en 19 pueblos que se administran en 16 poblados y 3 villas.